# 歙县陶行知纪念馆
歙县陶行知纪念馆（英語：Tao Xingzhi Memorial Museum）是一个位于安徽省黄山市的纪念馆。

## 历史
1981年黄山市政府筹建，1984年建成开馆，经过1991年、2002年两次次扩建。位于安徽省黄山市歙县中和街98号徽州古城内，原是陶行知1906年读书的教会学校崇一学堂旧址，毗邻许国石坊，占地面积1,700平方米，建筑面积3,600平方米。设五个展厅，分别是瞻仰厅、学陶厅、思陶厅、师陶厅、书画室等。馆名由胡耀邦题写。

## 营业时间
- 周二至周日：上午八点至下午五点
- 周一闭馆